# Ján Langoš
Ján Langoš (* 2. August 1946 in Banská Bystrica; † 15. Juni 2006 in Košice) war ein slowakischer Politiker und letzter Innenminister des Staates Tschechoslowakei.

## Leben
Der studierte Physiker war in den achtziger Jahren eine der führenden Persönlichkeiten der slowakischen Dissidentenbewegung. Er beteiligte sich damals an den Aktivitäten einer Untergrunduniversität.

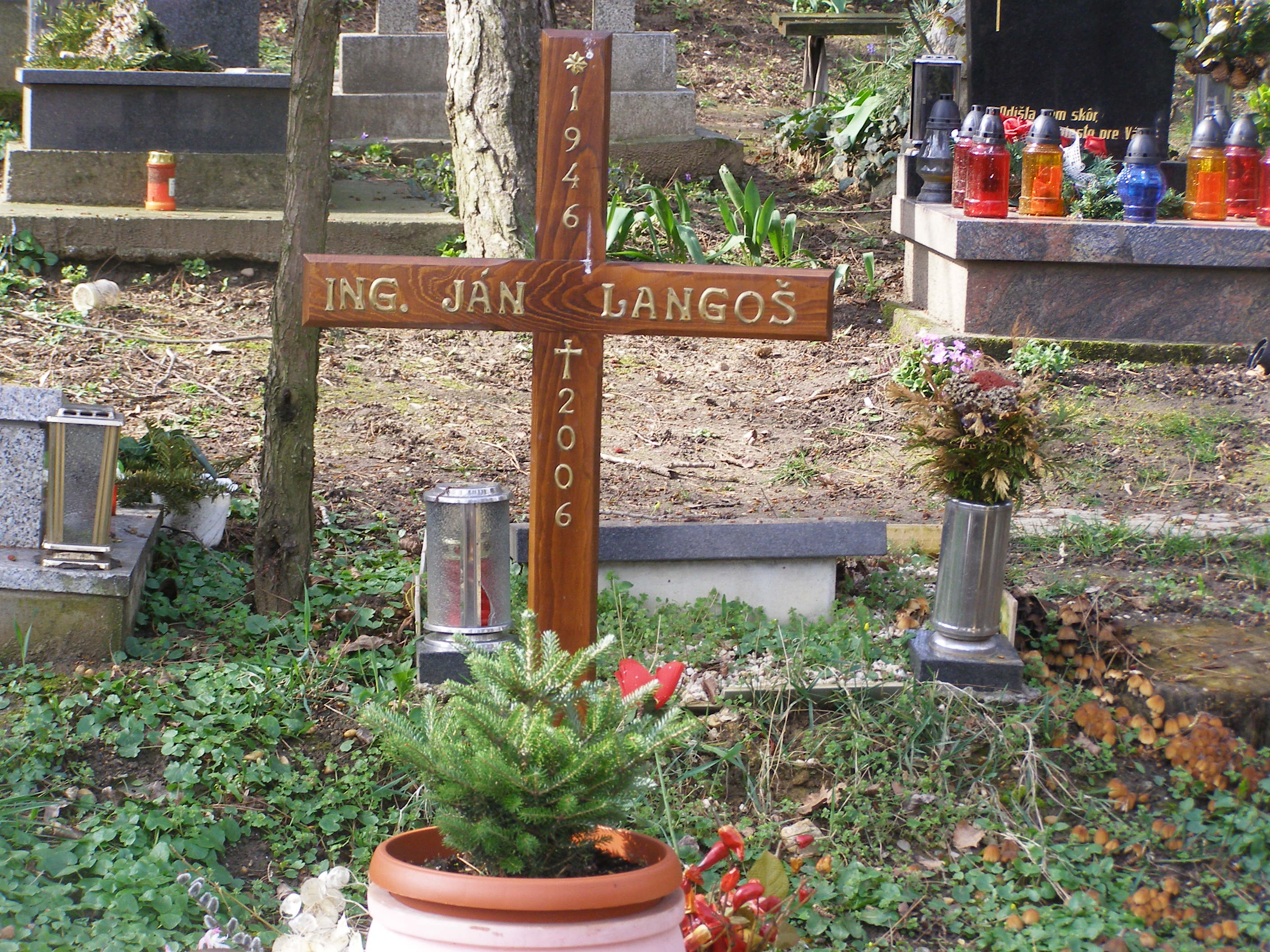
Langoš’ Grab auf dem Friedhof Slávičie údolie in Bratislava

Nach der sogenannten samtenen Revolution von 1989 wurde er  für die Bürgerrechtsbewegung Verejnosť proti násiliu (VPN, Öffentlichkeit gegen Gewalt) Abgeordneter der föderalemn Nationalversammlung und am  27. Juni 1990 Innenminister der damaligen ČSFR (und zugleich letzter des gemeinsamen Staates Tschechoslowakei) in der Regierung Marián Čalfa II. Hier sorgte er maßgeblich für die Säuberung des Polizeiapparats von den Kadern der tschechoslowakischen Staatssicherheit StB.
Nach Gründung der Slowakei am 1. Januar 1993 war er Abgeordneter des Nationalrates sowie Gründer und Vorsitzender der Partei der Konservativen Demokraten (Demokratická strana/DS).
Nach dem Ausscheiden aus der aktiven Politik initiierte er die Öffnung der slowakischen Stasi-Akten, die 2002 von der Mehrheit des slowakischen Parlaments gegen das Veto des damaligen Präsidenten Rudolf Schuster durchgesetzt wurde. Anschließend baute Langoš das Ústav pamäti národa (ÚPN, Institut für das Gedächtnis des Volkes) auf, das mit der Birthler-Behörde vergleichbar ist. Das Institut ermöglichte eine Überprüfung aller Kandidaten für die im Juni 2006 stattfindende Parlamentswahl.
Bis zu seinem Tod bei einem nicht durch ihn verschuldeten Autounfall war Langoš Direktor des von ihm gegründeten „Instituts für das Gedächtnis des Volkes“.